# 진도 쌍계사 시왕전 목조지장보살상
진도 쌍계사 시왕전 목조지장보살상(珍島 雙溪寺 시王殿 木造地藏菩薩像)은 대한민국 전라남도 진도군 의신면 사천리 쌍계사 시왕전에 있는 조선시대의 지장보살상이다. 1999년 8월 5일 전라남도의 유형문화재 제222호로 지정되었다.

## 개요
전라남도 진도군 의신면 사천리 쌍계사 시왕전에 있는 지장보살상이다. 지장보살은 지옥에서 고통받는 중생의 구제를 위해 영원히 부처가 되지 않는 보살로, 민머리를 하고 머리에 두건을 쓰고 있는 것이 특징이다.
진도 쌍계사의 시왕전에는 주존인 지장보살좌상을 비롯하여 현재 33구의 목조각상이 있다. 시왕은 의자에 앉아 있으며 나머지 상들은 모두 입상으로 금칠이 되어있다. 대체로 보존상태가 양호하며 33구 중 4구는 후대에 복원된 것이다. 1993년 지장보살삼존상을 수리하던 중 도명존자상 속에서 조선 현종 7년(1666)에 만들었다는 기록이 발견되었다.
쌍계사 시왕전의 조각상들은 보존 상태가 양호하며 정확한 제작 연도를 알 수 있어 문화재적으로 가치가 높으며, 조각적 양식으로 보아서 17세기 중엽의 조각상을 대표할 만하다.

## 참고 문헌
- 진도쌍계사시왕전목조지장보살상 - 국가유산청 국가유산포털